# Wii Sports
Wii Sports – gra komputerowa stworzona przez Nintendo, należąca do gatunku gier sportowych. 
Do dyspozycji jest 5 różnych gier: boks, golf, baseball, tenis ziemny i kręgle. W grze jako zawodnik występuje avatar gracza Mii. Wii Sports wykorzystuje Nunchuk (tylko w boksie) oraz Wii Remote. Gra jest dodawana za darmo do konsoli Wii (z wyjątkiem Japonii).
W 2009 r. wydano kontynuację pod tytułem Wii Sports Resort.